# Asienmesterskabet i håndbold 2010 (kvinder)
Asienmesterskabet i håndbold 2010 for kvinder var det 13. asienmesterskab i håndbold for kvinder. Mesterskabet blev arrangeret af Asian Handball Federation og afviklet i Almaty, Kasakhstan i perioden 19. – 25. december 2010.
Mesterskabet blev vundet af værtslandet Kasakhstan, som i finalen besejrede de forsvarende mestre fra Sydkorea med 33-32. Det var Kasakhstans anden titel gennem tiden ved asienmesterskabet for kvinder – den første titel blev vundet i 2002, ligeledes på hjemmebane i Almaty. Bronzemedaljerne gik til Kina, som vandt 26-25 over Japan i bronzekampen.
Turneringen fungerede endvidere som den asiatiske kvalifikation til VM i Brasilien i 2011, idet de fire bedste hold kvalificerede sig til VM-slutrunden.

## Resultater
De otte hold var inddelt i to grupper med fire hold i hver. Hver gruppe spillede en enkeltturnering alle-mod-alle, og de to bedst placerede hold i hver gruppe gik videre til semifinalerne. De to treere gik videre til placeringskampen om 5.-pladsen, mens de to firere måtte tage til takke med at spille om 7.-pladsen.

### Indledende runde

#### Gruppe A
| Dato   | Tid   | Kamp                   | Res.  | Pause |
| ------ | ----- | ---------------------- | ----- | ----- |
| 19.12. | 18:30 | Kina - Kasakhstan      | 22–25 | 14-13 |
| 20.12. | 14:00 | Iran - Nordkorea       | 22–47 | 12-25 |
| 21.12. | 14:00 | Kina - Nordkorea       | 33–27 | 14-12 |
| 21.12. | 17:00 | Kasakhstan - Iran      | 35–13 | 23-70 |
| 22.12. | 14:00 | Kina – Iran            | 46–17 | 20-70 |
| 22.12. | 17:00 | Kasakhstan – Nordkorea | 35–31 | 17-15 |

| Hold       | Kampe | Mål     | Point |
| ---------- | ----- | ------- | ----- |
| Kasakhstan | 3     | 95-66   | 6     |
| Kina       | 3     | 101-691 | 4     |
| Nordkorea  | 3     | 105-901 | 2     |
| Iran       | 3     | 152-128 | 0     |

#### Gruppe B
| Dato   | Tid   | Kamp                  | Res.  | Pause |
| ------ | ----- | --------------------- | ----- | ----- |
| 19.12. | 17:00 | Thailand - Usbekistan | 25–31 | 11-17 |
| 20.12. | 15:30 | Japan - Usbekistan    | 57–22 | 31-11 |
| 20.12. | 17:00 | Sydkorea - Thailand   | 38–11 | 21-51 |
| 21.12. | 15:30 | Sydkorea – Usbekistan | 60–16 | 28-60 |
| 21.12. | 18:30 | Japan – Thailand      | 38–17 | 20-80 |
| 22.12. | 15:30 | Sydkorea – Japan      | 22–22 | 10-10 |

| Hold       | Kampe | Mål     | Point |
| ---------- | ----- | ------- | ----- |
| Sydkorea   | 3     | 120-490 | 5     |
| Japan      | 3     | 117-610 | 5     |
| Usbekistan | 3     | 069-132 | 2     |
| Thailand   | 3     | 053-107 | 0     |

### Placerings- og finalekampe
| Dato               | Tid   | Kamp                   | Res.  | Pause |
| ------------------ | ----- | ---------------------- | ----- | ----- |
| Kamp om 7.-pladsen |       |                        |       |       |
| 24.12.             | 15:00 | Iran - Thailand        | 20–30 | 7-11  |
| Kamp om 5.-pladsen |       |                        |       |       |
| 24.12.             | 17:00 | Nordkorea - Usbekistan | 52–21 | 24-7  |
| Semifinaler        |       |                        |       |       |
| 23.12.             | 15:00 | Kasakhstan - Japan     | 29–24 | 16-13 |
| 23.12.             | 17:00 | Sydkorea - Kina        | 31–26 | 13-14 |
| Bronzekamp         |       |                        |       |       |
| 25.12.             | 15:00 | Kina - Japan           | 26–25 | 15-14 |
| Finale             |       |                        |       |       |
| 25.12.             | 17:00 | Kasakhstan - Sydkorea  | 33–32 | 16-15 |

| Samlet rangering | Samlet rangering |
| ---------------- | ---------------- |
| Guld             | Kasakhstan       |
| Sølv             | Sydkorea         |
| Bronze           | Kina             |
| 4.               | Japan            |
| 5.               | Nordkorea        |
| 6.               | Usbekistan       |
| 7.               | Thailand         |
| 8.               | Iran             |